# Eulalia González
Eulalia González (Ferrol, La Corunya, a mitjan segle xix - [...?]) fou una cantant gallega.
Destacà en la sarsuela, en la que assolí una sèrie continuada de triomfs en l'època de major auge i esplendor d'aquell gènere, no tan sols a Madrid, sinó a Portugal i en els principals teatres espanyols. Encara jove assolí el poder retirar-se de l'escena cercant les tranquil·les dolceses de la llar. Però la fallida del banquer al qual havia confiat la gestió dels seus cabals guanyats amb molt de treball en la seva vida artística la va fer tornar als seus treballs escènics.
Fou llavors quan el mestre Chapí la imposà a l'empresa del Teatro de la Zarzuela, de Madrid, el contracte de la González, perquè fos ella la creadora del paper de Rosalia en la seva obra mestra, La Bruja. I en el teatre dels seus més ressonants triomfs tornà a ser celebrada i aplaudida la tiple ferrolana, la qual tornà després com a esfumar-se i esvair-se d'una forma sobtada en la pau de la seva llar hermètic i tranquil.